# Hibbertia trachyphylla
Hibbertia trachyphylla är en tvåhjärtbladig växtart som beskrevs av Schlechter. Hibbertia trachyphylla ingår i släktet Hibbertia och familjen Dilleniaceae. Inga underarter finns listade i Catalogue of Life.